# 懷俄明鎮區 (伊利諾伊州李縣)
懷俄明鎮區（英語：Wyoming Township）是位於美國伊利諾伊州李縣的一個行政鎮區。

## 地方資料
根據2010年美國人口普查的數據，懷俄明鎮區的面積為93.70平方千米，當中陸地面積為93.20平方千米，而水域面積為0.50平方千米。當地共有人口1292人，而人口密度為每平方千米13.79人。